# Tami Lane
Tami Lynn Lane (* 1974 in Illinois) ist eine US-amerikanische Maskenbildnerin und Oscarpreisträgerin.

## Leben
Lane wuchs in Dunlap und Peoria im US-Bundesstaat Illinois auf und schloss 1996 ihr Kunststudium mit Schwerpunkt auf Grafikdesign an der Bradley University ab. Schon damals entwarf sie die Masken für lokale Theater. Während einer Reise mit dem Kommunikationswissenschaftler Robert Jacobs und zehn weiteren Studenten nach Los Angeles inklusive eines Besuchs des Makeup Effects House, lernte sie Howard Berger, den Mitbegründer der KNB Effects Group und ihren späteren Kollegen, kennen. Zwei Wochen nach ihrem Studienabschluss trat sie in sein Unternehmen ein und arbeitete dort bis 2000. 2005 arbeitete Lane mit Berger zusammen an der Romanverfilmung Die Chroniken von Narnia: Der König von Narnia und wurde für diese Leistung zusammen mit Berger mit einem Oscar prämiert. Auch bei den Herr-der-Ringe-Filmen, die insgesamt zwei Oscars für Bestes Make-up und Beste Frisuren erhielten, war sie am kreativen Entstehungsprozess beteiligt.

„Ich bin stolzer auf Tami als ich es sagen kann.“

## Filmografie
- 1997: Wes Craven’s Wishmaster
- 1998: Phantoms
- 1999: Der junge Hercules (Young Hercules)
- 2001: Der Herr der Ringe: Die Gefährten (The Lord of the Rings: The Fellowship of the Ring)
- 2002: Der Herr der Ringe: Die zwei Türme (The Lord of the Rings: The Two Towers)
- 2003: Der Herr der Ringe: Die Rückkehr des Königs (The Lord of the Rings: The Return of the King)
- 2004: Trouble ohne Paddel (Without a Paddle)
- 2005: Die Chroniken von Narnia: Der König von Narnia (The Chronicles of Narnia: The Lion, the Witch and the Wardrobe)
- 2006: Superman Returns
- 2006–2007: Masters of Horror (3 Folgen)
- 2007: Underdog – Unbesiegt weil er fliegt (Underdog)
- 2007: The Hills Have Eyes 2
- 2008: Die Chroniken von Narnia: Prinz Kaspian von Narnia (The Chronicles of Narnia: Prince Caspian)
- 2009: Miss March
- 2009: Final Destination 4
- 2009: Surrogates – Mein zweites Ich (Surrogates)
- 2009: Splice – Das Genexperiment (Splice)
- 2010: Auftrag Rache (Edge of Darkness)
- 2010: Brandon Flowers: Crossfire (Kurzfilm)
- 2010: The United Monster Talent Agency (Kurzfilm)
- 2010: Don’t Be Afraid of the Dark
- 2010: Die Chroniken von Narnia: Die Reise auf der Morgenröte (The Chronicles of Narnia: The Voyage of the Dawn Treader)
- 2011: Wasser für die Elefanten (Water for Elephants)
- 2011: Fright Night
- 2012: Der Hobbit: Eine unerwartete Reise (The Hobbit: An Unexpected Journey)
- 2013: Der Hobbit: Smaugs Einöde (The Hobbit: The Desolation of Smaug)

## Auszeichnungen
- 2006: Oscar: Auszeichnung in der Kategorie Bestes Make-up und Beste Frisuren für Die Chroniken von Narnia: Der König von Narnia
- 2013: Academy of Science Fiction, Fantasy & Horror Films: Nominierung in der Kategorie Beste Maske für Der Hobbit: Eine unerwartete Reise
- 2013: Oscar: Nominierung in der Kategorie Bestes Make-up und Beste Frisuren für Der Hobbit: Eine unerwartete Reise